# キンコウカ科
キンコウカ科（キンコウカか、学名：Nartheciaceae）は、単子葉植物の科で、APG植物分類体系による分類。東・東南アジア、ヨーロッパ、北アメリカに4-5属41種が隔離分布する。日本にはキンコウカ、ノギラン、ソクシンランなどがある。
従来はユリ科などに含められたが、APG植物分類体系ではヤマノイモ目に置いている。

## 属
- Aletris ソクシンラン属 - ソクシンラン・ネバリノギラン
- Lophiola
- Metanarthecium ノギラン属 - ノギラン
- Narthecium キンコウカ属 - キンコウカ
- Nietneria